# Saint-Amancet
Saint-Amancet ist eine französische Gemeinde mit 176 Einwohnern (Stand: 1. Januar 2022) im Département Tarn in der Region Okzitanien. Sie gehört zum Arrondissement Castres und ist Mitglied im Gemeindeverband Communauté de communes Aux sources du Canal du Midi. Die Bewohner werden Saint-Amancétois und Saint-Amancétoises genannt.
Der Fernwanderweg GR 653 von Dourgne nach Toulouse durchquert das Gemeindegebiet. Er folgt der Via Tolosana, einer der vier Jakobswege in Frankreich.

## Geografie

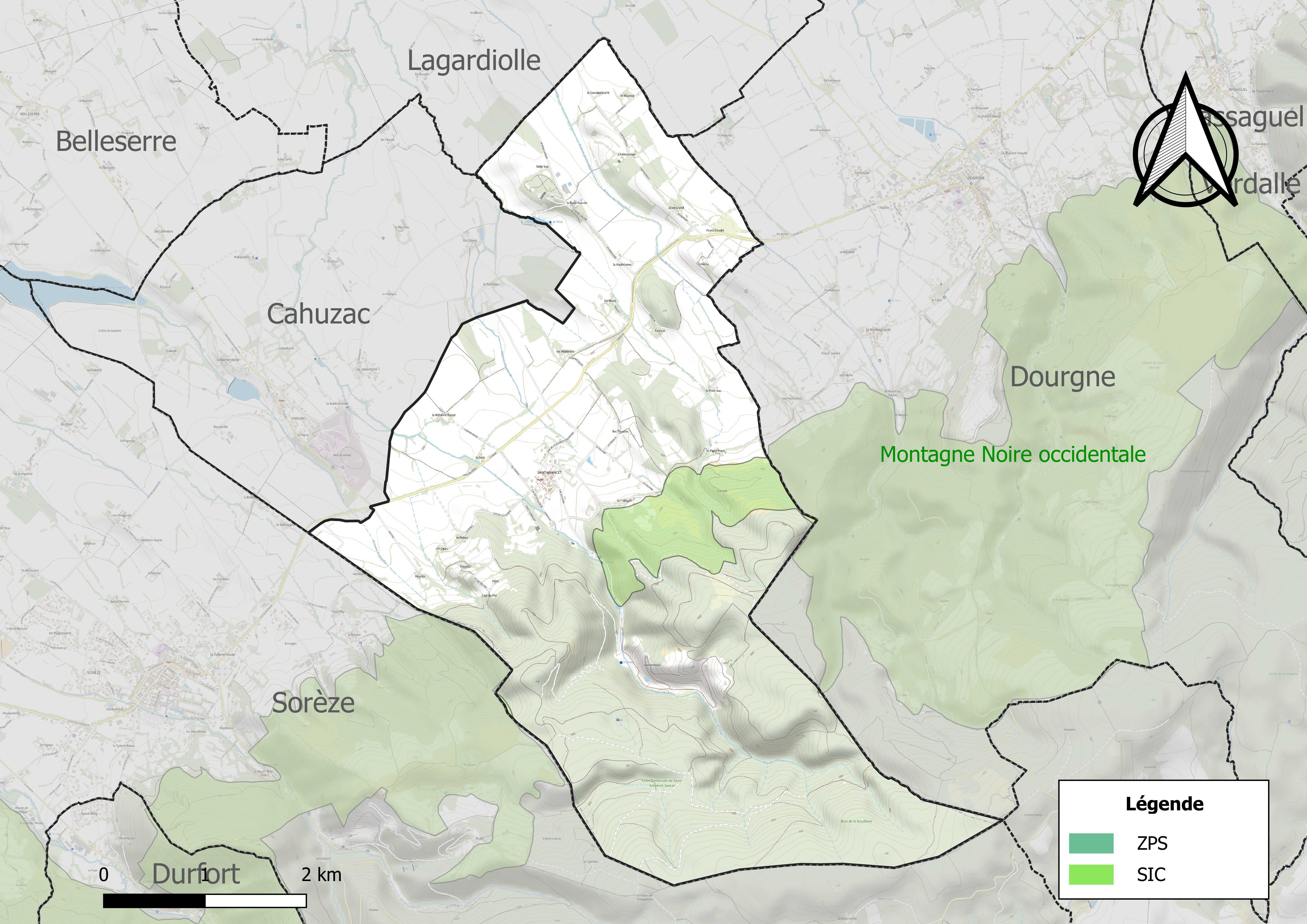
Natura 2000-Schutzgebiet in Saint-Amancet

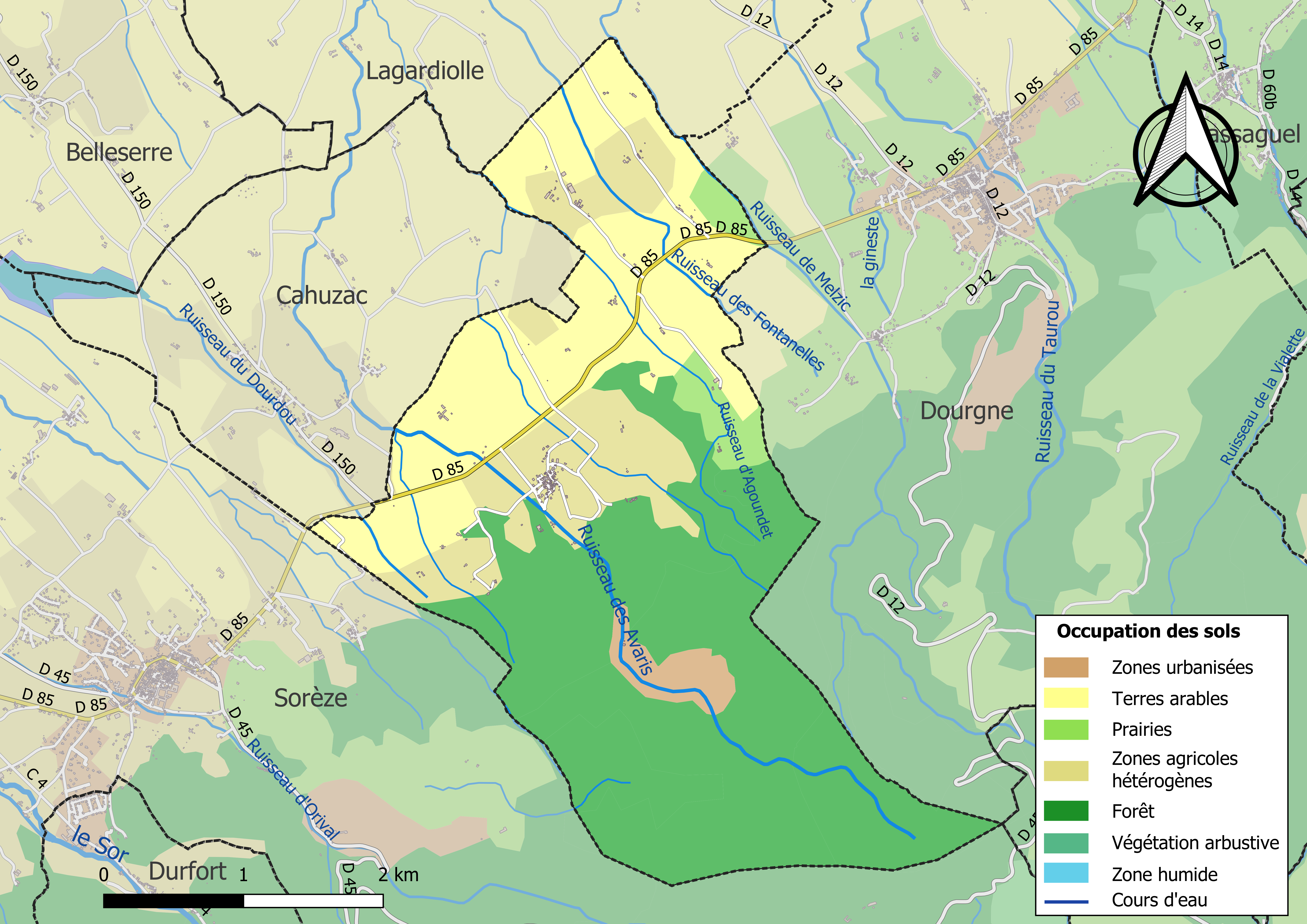
Bodennutzung, Hydrografie und Infrastruktur der Gemeinde (2018)

Saint-Amancet befindet sich in der historischen Landschaft des Lauragais am südlichen Rand des Départements, etwa 35 Kilometer nordnordwestlich von Carcassonne und etwa 55 Kilometer ostsüdöstlich von Toulouse. Saint-Amancet liegt im Regionalen Naturpark Haut-Languedoc in der Montagne Noire. Das Zentrum liegt auf etwa 280 m Höhe, das Gelände steigt im Südosten bis auf über 780 m an.
Das Gebiet von Saint-Amancet befindet sich im Einzugsgebiet der Garonne und wird vom Ruisseau des Aravis, vom Ruisseau du Dourdou, vom Ruisseau d’Agoundet, vom Ruisseau des Fontanelles, vom Ruisseau du Melzic und von verschiedenen kleineren Bächen entwässert. Der Ruisseau des Aravis, der Ruisseau du Dourdou und der Ruisseau d’Agoundet entspringen auf dem Gemeindegebiet und durchströmen es in nordwestlicher Richtung. Die beiden anderen genannten Bäche entspringen in der Nachbargemeinde, fließen aber parallel zu den ersteren durch die Gemeinde.
Das Gebiet von Durfort ist Teil des insgesamt 1915 Hektar großen, im Jahre 2018 ins Leben gerufenen Natura 2000-Schutzgebiets „Montagne Noire occidentale“ (FR7300944) und von zwei ZNIEFF-Naturzonen. Etwa 49 % der Fläche der Gemeinde sind bewaldet oder naturbelassen, etwa 48 % werden landwirtschaftlich genutzt.
Saint-Amancet grenzt im Nordwesten an Cahuzac, im Norden an Lagardiolle, im Osten an Dourgne und im Süden und im Westen an Sorèze.

## Bevölkerungsentwicklung
| Saint-Amancet: Einwohnerzahlen von 1793 bis 2020                                                                           | Saint-Amancet: Einwohnerzahlen von 1793 bis 2020 | Saint-Amancet: Einwohnerzahlen von 1793 bis 2020 | Saint-Amancet: Einwohnerzahlen von 1793 bis 2020 | Saint-Amancet: Einwohnerzahlen von 1793 bis 2020 |
| --- | ------------------------------------------------ | ------------------------------------------------ | ------------------------------------------------ | ------------------------------------------------ |
| Jahr |                                                  |                                                  |                                                  | Einwohner                                        |
| 1793 | 1793                                             |                                                  | 319                                              | 319                                              |
| 1800 | 1800                                             |                                                  | 325                                              | 325                                              |
| 1806 | 1806                                             |                                                  | 345                                              | 345                                              |
| 1821 | 1821                                             |                                                  | 381                                              | 381                                              |
| 1831 | 1831                                             |                                                  | 445                                              | 445                                              |
| 1836 | 1836                                             |                                                  | 472                                              | 472                                              |
| 1841 | 1841                                             |                                                  | 467                                              | 467                                              |
| 1846 | 1846                                             |                                                  | 467                                              | 467                                              |
| 1851 | 1851                                             |                                                  | 496                                              | 496                                              |
| 1856 | 1856                                             |                                                  | 445                                              | 445                                              |
| 1861 | 1861                                             |                                                  | 442                                              | 442                                              |
| 1866 | 1866                                             |                                                  | 421                                              | 421                                              |
| 1872 | 1872                                             |                                                  | 416                                              | 416                                              |
| 1876 | 1876                                             |                                                  | 411                                              | 411                                              |
| 1881 | 1881                                             |                                                  | 394                                              | 394                                              |
| 1886 | 1886                                             |                                                  | 424                                              | 424                                              |
| 1891 | 1891                                             |                                                  | 379                                              | 379                                              |
| 1896 | 1896                                             |                                                  | 337                                              | 337                                              |
| 1901 | 1901                                             |                                                  | 329                                              | 329                                              |
| 1906 | 1906                                             |                                                  | 326                                              | 326                                              |
| 1911 | 1911                                             |                                                  | 322                                              | 322                                              |
| 1921 | 1921                                             |                                                  | 250                                              | 250                                              |
| 1926 | 1926                                             |                                                  | 284                                              | 284                                              |
| 1931 | 1931                                             |                                                  | 263                                              | 263                                              |
| 1936 | 1936                                             |                                                  | 215                                              | 215                                              |
| 1946 | 1946                                             |                                                  | 220                                              | 220                                              |
| 1954 | 1954                                             |                                                  | 294                                              | 294                                              |
| 1962 | 1962                                             |                                                  | 193                                              | 193                                              |
| 1968 | 1968                                             |                                                  | 189                                              | 189                                              |
| 1975 | 1975                                             |                                                  | 151                                              | 151                                              |
| 1982 | 1982                                             |                                                  | 133                                              | 133                                              |
| 1990 | 1990                                             |                                                  | 131                                              | 131                                              |
| 1999 | 1999                                             |                                                  | 157                                              | 157                                              |
| 2006 | 2006                                             |                                                  | 168                                              | 168                                              |
| 2013 | 2013                                             |                                                  | 183                                              | 183                                              |
| 2020 | 2020                                             |                                                  | 185                                              | 185                                              |
| Quelle(n): EHESS/Cassini bis 1999, INSEE ab 2006 Anmerkung(en): Ab 1962 offizielle Zahlen ohne Einwohner mit Zweitwohnsitz |                                                  |                                                  |                                                  |                                                  |

## Sehenswürdigkeiten

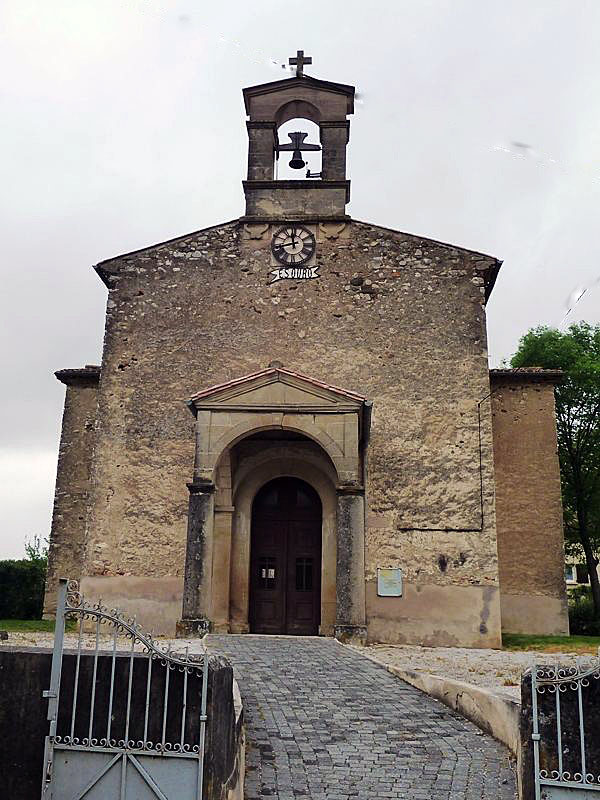
Pfarrkirche Saint-Barthélemy

- Den städtischen Archiven zufolge wurde die Pfarrkirche Saint-Barthélemy in den Jahren 1861–1862 als Ersatz für die Vorgängerkirche erbaut, über die man fast nichts weiß, außer dass sie eine Ostung aufwies und einen polygonalen Chorschluss hatte, an den sich das Langhaus anschloss, das im Süden von zwei Kapellen flankiert war. Im 19. Jahrhundert wurde der Chor der neuen Kirche nicht ausgerichtet. Man bevorzugte es, das Hauptportal zum Nordplatz des Dorfes hin zu öffnen.[8]
- Die ehemalige Kirche Sainte-Marie-Madeleine von Montmoure wurde auf einem großen Hügel mit länglichem Grundriss errichtet, der sich auf einer kleinen natürlichen Anhöhe zwischen zwei Tälern erstreckt. Die bedeutenden Abmessungen des Hügels betragen 87 Meter Länge und 29 Meter Breite. Laut Guy Mercadier gehört die Erdhügelburg von Montmoure zu einem Burgtyp, der im 11. Jahrhundert entstand und mit der Entstehung des Feudalismus korrespondiert. Die Motte beherbergte einen Bergfried und Wirtschaftsgebäude. Die Kirche befand sich im Innenhof der Burg. Sainte-Madeleine ist ein alter Name, der sich Mitte des 11. Jahrhunderts in Frankreich verbreitete. Allerdings erscheint die Pfarrkirche von Montmoure erst in Texten aus dem Jahr 1523. Über die Geschichte des religiösen Gebäudes ist wenig bekannt, außer dass die Gewölbe während der Hugenottenkriege Schaden genommen haben. Ein Friedhof umgibt die Kirche im Grundbuch von 1834. Die Pfarrei wurde im 19. Jahrhundert aufgelöst und die Kirche 1843 verkauft. Sie wurde heute in ein Wohnhaus umgewandelt.[9] Das ehemalige Feste Haus von Montmoure könnte die erste Burg ersetzt haben, die auf einem Hügel einige hundert Meter nordöstlich lag, wo heute noch die ehemalige Pfarrkirche steht. Obwohl das Haus weitgehend umgebaut wurde, weist es Öffnungen mit geformten Rahmen auf, die auf das 15. Jahrhundert datiert werden können. Im 19. Jahrhundert wurde es umfassend umgebaut und in einen Bauernhof umgewandelt.[10]
- Das kleine Schloss Saint-Affrique scheint keine Gebäude zu besitzen, die älter als aus dem ersten Drittel des 19. Jahrhunderts datieren. Tatsächlich weist das Hauptgebäude noch immer alle Merkmale der Architektur der Jahre 1810 bis 1820 auf, mit den großen rechteckigen Buchten, die im Erdgeschoss von einem abgesenkten Bogen bedeckt sind, und den rechteckigen Buchten im Obergeschoss. In der zweiten Hälfte des Jahrhunderts wurde das Schloss dann umgebaut. Ein Gebäude wurde an der Nordseite angebaut, ein rundes Türmchen an der Südwestseite, ein quadratischer Turm an der Südseite. Zu dieser Zeit wurden auch die Vorbauten hinzugefügt, die das zentrale Joch an der West- und Ostfassade markieren. All diese Ergänzungen trugen dazu bei, dass die Anlage das Aussehen eines kleinen Schlosses erhielt. Im Garten befinden sich noch ein eingeschossiges Wirtschaftsgebäude, das ebenfalls aus der ersten Hälfte des 19. Jahrhunderts stammen könnte, und ein Gärtnerhaus aus dem Anfang des 20. Jahrhunderts.[11]
- Laut lokalen Historikern soll das Schloss Saint-Chameaux zu Beginn des 14. Jahrhunderts Sicard de Roquefort gehört haben. Auf einem der Türstürze der Burg sollte die Jahreszahl 1321 angegeben sein. Die Familie de Villepassans besaß das Lehen und das Schloss seit mindestens 1515. Im 17. Jahrhundert gehörte es dem Faure de Villepassans. Im Jahr 1768 besaß Rose de Couderc aus Turin, die Witwe des früheren Besitzers Claude de Faure, zusätzlich zum Schloss eine Mühle, eine Ziegelfabrik und sechs Bauernhöfe. Im 19. Jahrhundert ging das Schloss in den Besitz von Fauré de Saint-Maurice über. Das Schloss wurde im 19. Jahrhundert umfassend restauriert.[12]

## Verkehr
Die Departementsstraße 85 von Revel nach Castres durchquert die Gemeinde von Südwest nach Nordost und verbindet sie mit Sorèze im Südwesten und mit Dourgne im Nordosten. Eine Buslinie der regionalen Transportgesellschaft liO verbindet die Gemeinde mit Revel und Castres.